# Залізниця Сан-Паулу
Залізниця Сан-Паулу (порт., англ. São Paulo Railway, SPR) — залізниця з шириною колії 1600 мм, що існувала у штаті Сан-Паулу, Бразилія.
Історія залізниці почалася в 1859 році, коли Барон ді Мауа переконав уряд Бразильської імперії у важливості будівництва залізниці, що мала зв'язати Сан-Паулу з портом Сантус. Перепад висот у 800 м на цій ділянці вважався істотним ускладненням, тому Барон Мауа найняв для проведення дослідження маршруту одного з найкращих спеціалістів, шотландського інженера Джеймса Бранліса. Висновки Бранліса були позитивними, і для керівництва проектом був найнятий інженер Даніель Макінсон Фокс, що мав досвід будівництва залізниць в горах Уельсу та у Піренеях. За проектом Фокса частина дороги, що пролягала через гори, мало зигзагоподібну форму з чотирьох окремих частин з кутом нахилу 8 %. На цих ділянках вагони мали тягнутися за допомогою сталевих кабелів. На кінці кожної з цих частин планувалася стаціонарна парова машина, що мала тягнути кабелі.
Проект був ухвалений та для його здійснення була заснована компанія São Paulo Railway — S.P.R. Капітал для будівництва був переважно британським, тому і назва була вибрана англійська, а не португальська. Дорога будувалася без використання вибухівки, через що ґрунт не був дуже стабільним. Навколо дороги в багатьох місцях були споруджені дамби висотою до 20 м для захисту від злив. Будівництво було завершене за 10 місяців до запланованої дати, за 7 років. Офіційне відкриття залізниці відбулося 16 лютого 1867 року. Протягом першого часу існування залізниці переважно використовувалася для транспорту кави до порту Сантус.
В 1895 році компанія почала будівництво нової лінії, паралельно старій. Для цієї лінії використовувалася фунікулерна система з безперервним кабелем. Підйом був поділений на п'ять ділянок, на кожній з яких з кожним вагоном, що піднімався, інший одночасно опускався для балансу.
В 1889 році, після падіння імперії, почалися протести проти британської монополії на перевезення по дорозі, в результаті чого в 1910 році була збудована лінія Майрініке-Сантус, частина Залізниці Сорокабана.
19 вересня 1946 року залізниця була націоналізована бразильським урядом та перейменована на Залізницю Сантус-Жундіаї, яка в 1948 році увійшла до федеральної мережі залізниць, Rede Ferroviária Federal, SA (RFFSA).